# Jean-Louis Bousquet
Pour les articles homonymes, voir Bousquet.
Pas d'image ? Cliquez ici
Jean-Louis Bousquet est un ancien pilote automobile français, né le 30 avril 1949.

## Palmarès
- 19-- : champion de France de karting, devant Alain Prost
- 1978 : vice-champion d'Europe de Formule Renault, derrière Alain Prost
- 1985 : champion de France de Production sur Renault 5 Turbo

## Résultats aux 24 Heures du Mans
| Années | Équipes               | Équipiers                        | Voitures                                                              | Classes | Tours/dist./Moyenne              | Pos.                                                   | Class Pos. |
| ------ | --------------------- | -------------------------------- | --------------------------------------------------------------------- | ------- | -------------------------------- | ------------------------------------------------------ | ---------- |
| 1977   | JMS Racing/ASA Cachia | Cyril Grandet, Philippe Dagoreau | Porsche 934 (n°56)-Porsche 930/71 2993 F6 Turbo (pneus Dunlop)        | IV      | 251 / 3421,860 km / 142,570 km/h | 19                                                     | 19         |
| 1980   | WM Esso               | Serge Saulnier, Denis Morin      | WM P79/80 (n°7)-Peugeot PRV 2664 V6 à 90° Bi-turbo (pneus Michelin)   | GTP     | 264 / 3597,260 km                | ABD. (21e heure : rupture suspension, sortie de piste) | ABD.       |
| 1989   | Courage Compétition   | Pascal Fabre, Jiro Yoneyama      | Cougar C22LM (n°13)-Porsche 935/82 2998 F6 Bi-turbo (pneus Good Year) | C1      | 110 / 1488,850 km                | ABD. (8e heure : moteur)                               | ABD.       |